# Michalková
Michalková je obec na Slovensku v okrese Zvolen. Leží v údolí potoka Burzovo v pohoří Javorie, část Lomnianska vrchovina. Michalková je nejmenší obcí okresu Zvolen. Obec tvoří následující místní části: Mozolovci (Mozolovci), Padovci, Joklovi (Jochlovci), Parobkov laz (Parobkovci), Futákovci, Hlivíkovci a Uhrinková. Jediným podnikem v Michalkové je ekofarma Michalková, která chová převážně ovce a v menší míře skot. V osadách Hlivíkovci a Mozolovci (Mozolovci) rostou mohutné exempláře dubů.

## Historie
První písemná zmínka pochází z roku 1786. Historické názvy byly: Mihalykova, Mihálkowá (1808) a dnešní Michalková (1920).

## Pamětihodnosti
- Venkovská zvonice, dřevěná lidová stavba na půdorysu čtverce, z druhé poloviny 19. století. Zvonice spočívá na kamenném soklu.[2]
- Soubor dřevěných náhrobních křížů detvanského typu z období kolem roku 1906.[3]
- Lidový dům číslo 37 s hospodářskou částí, jedná se o zděnou tříprostorovou obdélníkovou stavbu z druhé poloviny 19. století.[4]